# Brug 1875
Brug 1875 is een bouwkundig kunstwerk in Amsterdam Nieuw-West.
De voetgangersbrug verzorgt de verbinding tussen de Bergenbuurt in de wijk De Aker (West) en het Zwarte Pad, een voet- en fietspad op de oostelijke dijk van de Ringvaart Haarlemmermeer. De brug ligt aan het eind van de straat La Meye vernoemd naar de gelijknamige berg La Meije. Daar waar die berg een hoogte haalt van 3984 meter, ligt de brug over een ringsloot binnen de Middelveldsche Akerpolder beneden zeeniveau. Anders dan andere bruggen in de buurt heeft de brug een “klassieke” uitstraling. Tussen betonnen borstweringen en landhoofden ligt een houten overspanning. De brug is rond 1994 gebouwd. Ze heeft een zusje in brug 1877.
Naast deze voetgangersbrug staat een iconische lantaarnpaal van Friso Kramer, bekend vanwege de taps lopende verlichtingsbak.
<<< · 1800 · 1801 · 1802 · 1803 · 1804 · 1805 · 1806 · 1807 · 1808 · 1809 ·  1810 · 1811 · 1812 · 1813 · 1814 · 1815 · 1816 · 1818 · 1819 · 1820 · 1821 · 1822 · 1823 · 1824 · 1826 · 1827 · 1828 · 1829 · 1830 · 1831 · 1832 · 1833 · 1834 · 1835 · 1836 · 1837 · 1838 · 1839 · 1840 · 1841 · 1842 · 1843 · 1844 · 1845 · 1846 · 1847 · 1848 · 1849 · 1850 · 1851 · 1852 · 1853 · 1854 · 1855 · 1856 · 1857 · 1858 · 1859 · 1860 · 1861 · 1862 · 1863 · 1864 · 1865 · 1866 · 1867 · 1868 · 1869 ·  1870 · 1871 · 1872 · 1873 · 1874 · 1875 · 1876 · 1877 · 1879 ·  1880 · 1881 · 1882 · 1883 · 1884 · 1885 · 1886 · 1888 · 1889 · 1890 · 1891 · 1892 · 1893 · 1894 · 1895 · 1896 · 1897 · 1898 · 1899 · >>>
Brugnummers 1817, Brug 1819, 1820, 1825, 1878, 1887  zijn niet (meer) vergeven.